# 長井好弘
長井 好弘（ながい よしひろ、1955年 - ）は、日本のジャーナリスト、落語評論家。
東京都江東区深川新大橋生まれ。東京外国語大学卒。1979年読売新聞社入社。読売新聞では、宇都宮支局、編集局文化部、編集委員、日曜版編集長、新聞監査委員会部長、「よみうり時事川柳」五代目選者（2009年4月～2020年4月）、落語会「よみらくご」企画監修などを務めて2020年5月退社。日本芸術文化振興会プログラムオフィサー（大衆芸能担当）、文化庁芸術祭審査員、浅草芸能大賞専門審査員、都民寄席実行委員長、芸術選奨（大衆芸能部門）選考委員なども務めている。

## 著作
連載ほか高座の記録がある。

### 単著
- ゲーム千一夜 : クロスオーバーエンターテインメントコラム（デジキューブ、1999）
- 新宿末広亭 春夏秋冬「定点観測」（アスペクト、2000）[注釈 2]
- 寄席おもしろ帖（挿絵：林家正楽の紙切り）（うなぎ書房、2003）
- 寄席おもしろ帖 第2集（おかわりッ） （うなぎ書房、2004）
- 使ってみたい落語のことば（アスペクト、2004）のち中公文庫に改版改題。
- 美しい落語のことば（アスペクト、2006）
- 新宿末広亭のネタ帳（アスペクト、2008）
- 噺家と歩く「江戸・東京」 : こだわり落語散歩ガイド（アスペクト、2010）
- 落語と川柳（白水社、2013）
- 僕らは寄席で「お言葉」を見つけた : 寄席演芸家傑作語録（東京かわら版〈東京かわら版新書〉、2015）

### 共著
- 「雲助おぼえ帳　滑稽噺から芝居噺まで厳選55席を語る」 五街道雲助、長井好弘（朝日新聞出版、2025年6月） ISBN 978-4022520647

### 編著・解説
- 入船亭扇橋 著『噺家渡世 : 扇橋百景』（うなぎ書房、2007）
- 桂歌丸 著『恩返し : 不死鳥ひとり語り』（中央公論新社、2012）のち中公文庫に改題『歌丸不死鳥ひとり語り』
- 『古今亭志ん朝 大須演芸場CDブック』（河出書房新社、2012） - 演目解説
- 柳家権太楼 著『落語家魂！ : 爆笑派・柳家権太楼の了見』（中央公論新社、2018）
- 神田松之丞 著『神田松之丞 講談入門』（河出書房新社、2018） - 長井好弘 編・文
- 『噺家が詠んだ昭和川柳 落語名人たちによる名句・迷句 500』美濃部由紀子 編集協力[注釈 3] （メイツ出版、2019）
- 伊藤一樹 著『落語レコードの世界 ー ジャケットで楽しむ寄席演芸』（DU BOOKS、2019） - 解説
- 神田山陽 (二代目) 著『桂馬の高跳び 坊っちゃん講釈師一代記』長井好弘 編集協力（中公文庫、2020[注釈 4]）

### 雑誌
- 「ニュースのキーパーソン（77）桂三枝 落語家 テレビで大活躍の人気男 落語の復権目指し寄席を作る」『日経ビジネスassocié』第5巻第23号6-8頁（日経BP社、2006-10-03）CRID 1520290883739116800、ISSN 1347-2844
- 落語の歴史がスイスイわかる オススメCD&DVD特選30『中央公論』ISSN 0529-6838（中央公論新社、2008-04）第123巻第4号230-239頁。CRID 1524232505191009536
- 「特集読み物 大衆演芸をめぐる空席の名跡」『歴史読本』第56巻第10号186-193頁（Kadokawa、2011-10）CRID 1522825129778323840
- 「したたかで、のらりくらり :「禁演落語」を復活させた落語界」『新聞研究』第771号64-66頁（日本新聞協会、2015-10）CRID 1523951029876468224、ISSN 0288-0652
- 「寄席定席と落語記者の五十年」『悲劇喜劇』第70巻第1号22-24頁（早川書房、2017-01）CRID 1523106604646996096、ISSN 1342-5404
- 「胸のすくタンカや格調高い読み口など名演の数々 講談レコード・CDにあふれる『言葉の力』」『金曜日』第29巻第28号30-31頁（金曜日、2021-07-23）CRID 1521980706112305280

雑誌『東京人』
不定期に掲載、共著者名を示す。（都市出版、ISSN 0912-0173） 
- 柳家 喬太郎「人気噺家インタビュー 三遊亭圓朝だって新作落語家なんですよ」』『中央公論』第123巻第4号（中央公論新社、2008-04）240-247頁CRID 1520291855158313472、ISSN 0529-6838
- 大友 浩「今が聞きどき、旬の噺家30人」第16巻第12号50-61頁（2001-11）CRID 1522825130198263552、CRID 1523669554606877440
- 「押し寄せる世代交代の波 新作落語は、寄席を救えるか」（2004-09）第19巻第9号90-95頁。CRID 1520854805158539520
- 「今が聴きどき 噺家名鑑」（2005-09）第20巻第9号50-59頁CRID 1522262179713743488
- 桂 三枝 聞き書き「平成の大看板に聞く（3）桂三枝--上方から落語パワーを発信していきまっせ!」）第20巻第9号34-39頁（2005-09）CRID 1523669554606877440
- 「この芸人に注目!」（2006-02）第21巻第3号、148-151頁CRID 1521699230671178752
  - 江戸家まねき猫 ものまね00昭和のいる・こいる 漫才00三増紋之助 曲独楽00アサダ二世 奇術00柳家紫文 三味線漫談00ローカル岡 漫談00ニューマリオネット あやつり人形」

- 桂 歌丸、辻原 登「対談 噺家にして稀代の書き手」（2007-09）第22巻第10号18-25頁。CRID 1520854805363118464
- 小沢 昭一「昭和の『色里』放浪記 遊廓に行くと、人柄が出ちゃう」（2009-04）第24巻第4号40-43頁。CRID 1523106605733502208
- 柳家 小満ん「浅草、蔵前、日本橋… ぶらり、古川柳の「江戸」を歩く。」（2012-04）第27巻第5号30-37頁。CRID 1520573330212980480

『Themis』に連載
（第19巻第6号–第20巻第12号）（東京 : テーミス） 
- 「（1）新連載・ああ憧れの女道楽」（2010-06）第19巻第6号93頁CRID 1522543655197841664
- 「（2）浪曲師は90歳過ぎから」（2010-07）第19巻第7号93頁CRID 1523951030634880000
- 「（3）恋し懐かし「寄席の口上」」（2010-08）第19巻第8号93頁CRID 1521699228454341376
- 「（4）言葉の力、講釈の芸」（2010-09）第19巻第9号93頁CRID 1520854805405308800
- 「（5）「道中付け」が引き出すもの」（2010-10）第19巻第10号93頁CRID 1523106605374458624
- 「（6）歌と俳句と滑舌と」（2010-11）第19巻第11号93頁CRID 1521980705438483968
- 「（7）「和」のストレス解消法」（2010-12）第19巻第12号93頁CRID 1523669554949706496
- 「（8）名フレーズを探して」（2011-01）第20巻第1号93頁CRID 1522262179602406528
- 「（9）木馬亭へ行こう」（2011-02）第20巻第2号93頁CRID 1524232504883939840
- 「（10）舟唄のある風景」（2011-03）第20巻第3号91頁CRID 1520854805473876480
- 「（11）トルコで聞いた歌」（2011-04）第20巻第4号91頁CRID 1521980704848095232
- 「（12）「寿限無」の誘惑」（2011-05）第20巻第5号93頁CRID 1520291853551786240
- 「（13）映画の中の噺家たち」（2011-06）第20巻第6号93頁CRID 1520010380903261952
- 「（14）『たほいや』を追い続けて」（2011-07）第20巻第7号93頁CRID 1523106605025599360
- 「（15）寄席で見つけた『いい話』」（2011-08）第20巻第8号93頁CRID 1520854804970524800
- 「（16）歌丸が語る『昔の大喜利』」（2011-09）第20巻第9号93頁CRID 1521699230171239680
- 「（17）怖い『牡丹燈籠』」（2011-10）第20巻第10号91頁CRID 1523106605248671488
- 「（18）熱海、岩波、時代小説」（2011-11）第20巻第11号91頁CRID 1521417754672592768
- 「『七五調』は世界を救う 月日がたつのは…」（2011-12）第20巻第12号91頁CRID 1522543654827648128

### 録音資料
- 『花緑・きく姫の落語がいっぱい』（全3巻）長井好弘 監修（TDKコア 2003）
- 『ぶらり落語散歩』監修・解説（コロムビアミュージックエンタテインメント、2010）
  - 「日本橋編」
  - 「浅草編」
  - 「上野編」

### 碑文
- 六代目 一龍齋貞水 顕彰の碑（東京・善養寺、2021年11月）[5]